# Мохиаддин Мохаммад, Салик
Салик Мохиаддин Мохаммад (род. в Сирии) — вице-президент, главный ученый секретарь Международной академии информатизации. Главный редактор журнала «Арабский мир и Евразия». Президент Фонда российско-арабского сотрудничества.

## Биография
Салик Мохиаддин Мохаммад родился в Сирии. В 1973 году начал свою учебу в СССР и учился по 1986 год. Стал выпускником Университета дружбы народов имени Патриса Лумумбы, учился на историко-филологическом факультете, специальность — «Филология». Также окончил ВГИК, был студентом факультета искусствоведения.
Салик Мохиаддин Мохаммад работал диктором и переводчиком в арабской редакции иновещания на Гостелерадио. Создавал передачи по литературе и киноискусству. Занимался написанием сценариев для кино и телевидения. Был режиссером-постановщиком нескольких сирийско-российских фильмов, в основу которых были положены сюжеты сказок «Тысяча и одной ночи». Салик Мохиаддин Мохаммад осуществлял этот проект совместно с Тахиром Сабировым.
Салик Мохиаддин Мохаммад занимает должность вице-президента и главного ученого секретаря Международной академии информатизации, у которой есть генеральный консультативный статус Экономического и Социального совета ООН. Занимает должность президента Фонда российско-арабского сотрудничества. Главный редактор журнала «Арабский мир и Евразия», который публикуется на арабском и русском языках. Организовывает международные форумы и конференции, которые проходят в штаб-квартире ЮНЕСКО в Париже, в штаб-квартире ООН в Нью-Йорке.
Живет и работает в России около 35 лет.